# Gaurotes thoracica
Gaurotes thoracica là một loài bọ cánh cứng trong họ Cerambycidae.